# IBF Falun

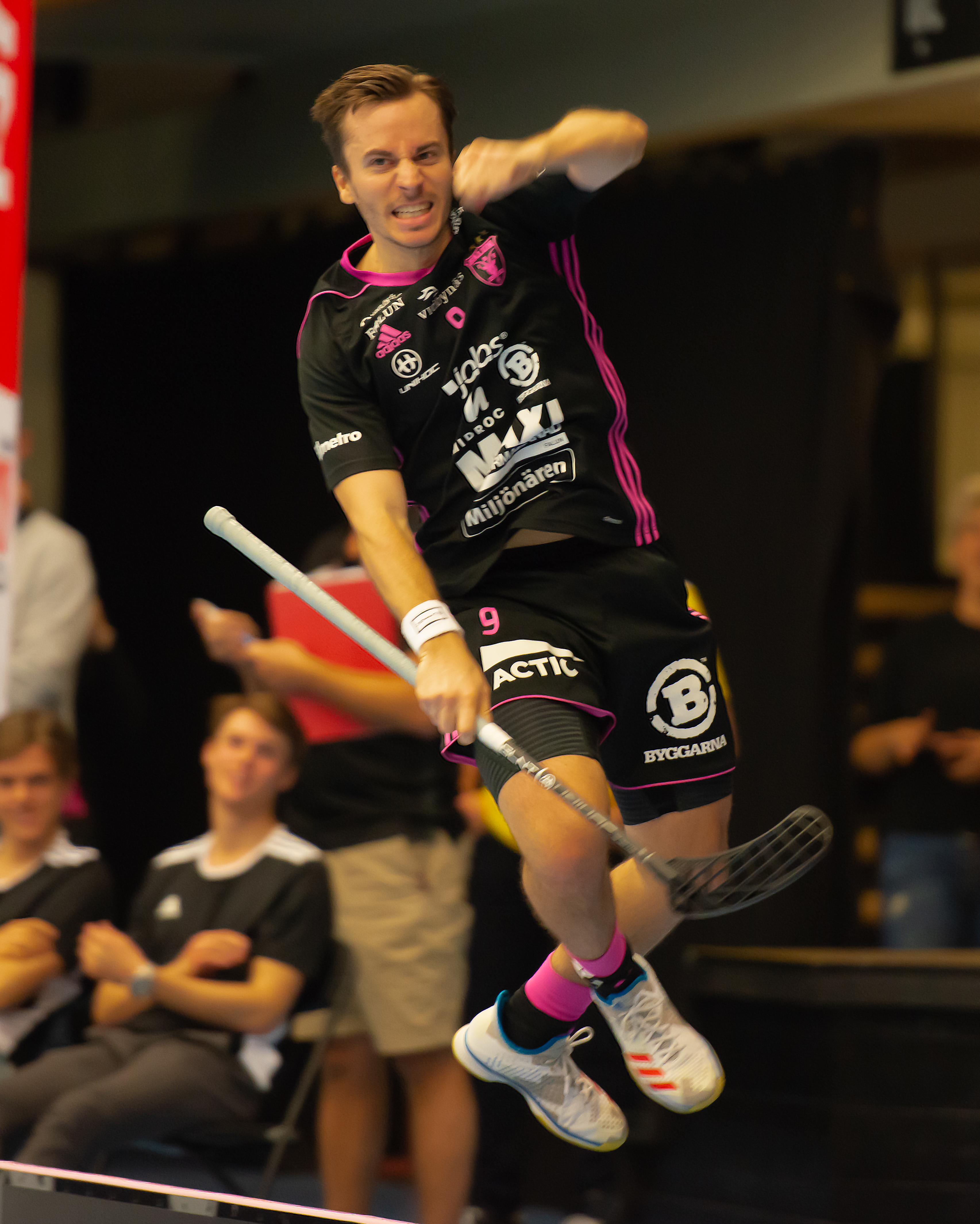

IBF Falun är en innebandyklubb i Falun i Sverige, med både dam- och herrlag representerade i eliten; damerna spelar från säsongen 2020/2021 åter i Svenska Superligan för damer och herrarna i Svenska Superligan. Tillsammans med samarbetsklubbarna IBF Falun Ungdom och Barn och IBF Falun Utveckling har man ca 550 medlemmar. Klubbens hemmaarena är Alla På Plan Arena. IBF Falun är mesta mästarna i Champions Cup med fem vinster på fem försök.

## Historik

### Föreningen
IBF Falun bildades 1993 genom en sammanslagning av föreningarna Falu IBK, bildad 1985 och HSK Falun, bildad 1986. HSK stod för Hälsingården-Slätta-Kvarnbergets Innebandy. Samtalen om en sammanslagning hade då aktivt förts alltsedan 1989, då även BIK Lugnet ingick, numera ombildad till KFUM Falun.

### Damlaget
Ända sedan förbundsserierna startade för daminnebandy så har IBF Faluns damlag spelat i de högsta divisionerna. Under åren 1993 till 1997 höll laget till i Division I Nordvästra, vilken var en av de sex högstadivisioner som då fanns. Alla fyra säsonger slutade med gruppseger, men tyvärr blev det inget vidare avancemang än till kvartsfinal.
Till säsongen 1997/1998 lades seriesystemet om och två elitserier startades, Norra och Södra. Förutom säsongen 2003/2004, då laget spelade i Elitserien Södra, höll laget till i Elitserien Norra och skördade stora framgångar. Säsongerna 1997/1998 och 1998/1999 slutade damerna tvåa i gruppspelet efter det sena 1990-talets giganter Högdalens AIS. Dessa lag möttes också senare i två raka SM-finaler, och båda åren fick IBF Falun se sig besegrade och nöja sig silvermedaljen. 98/99 slutade finalerna 2–1 i matcher i Högdalens favör (2–1, 1–2 och 5–2) och 1999/2000 vann Högdalen i två raka (3–0 och 4–3).
Damerna hade ett sämre år säsongen 1999/2000 (slutade fyra i tabellen) och åkte ur slutspelet i kvartsfinalen, men var tillbaka nästkommande säsong. Man kom åter tvåa i grundserien efter Balrog IK, som laget senare också fick möta i SM-finalen. Balrog blev dock alltför övermäktiga och besegrade Falun klart med 2–0 i matcher (7–2 och 5–1). Damerna fortsatte med de goda resultaten åren efter och kom tvåa i tabellen 2001/2002. Laget gick vidare till semifinal där motståndet blev Örnsköldsviks SK. Matcherna var mycket jämna (3–1, 3–5 och 7–8), varav den sista matchen avgjordes på övertid av gästande Örnsköldsvik. Säsongen 2002/2003 vann laget Elitserien Norra och gick vidare till semifinal där de mötte Balrog, som dock vann matchserien med 2–1 (5–2, 2–6 och 6–1). Båda åren kom alltså Falun trea.
Båda efterkommande säsongerna åkte laget ur slutspelet direkt i kvartsfinalen, trots att man säsongen 2004/2005 vann gruppspelet med hela tio poäng i Elitserien Norra. Säsongen 2005/2006 tog sig laget till semifinal men förlorade den med 2–0 i matcher (1–4 och 3–4) mot Iksu. Året därpå slogs de båda elitserierna ihop i en enda Elitserie och IBF Falun slutade tvåa efter Balrog B/S IK. Laget hade 21 vinster, 2 oavgjorda, 3 förluster och sammanlagt 66 poäng. I semifinalen upprepade sig historien när Falun återigen åkte ur semifinalen mot Iksu, denna gång med 2–1 i matcher (6–2, 2–3 och 2–3). Därmed lades ytterligare två SM-brons till samlingen.
2007/2008:s grundserie slutspelades den 8 mars 2008. IBF Falun slutade på en femteplats i tabellen efter 14 vinster, 5 oavgjorda (3 övertidsvinster) och 7 förluster.

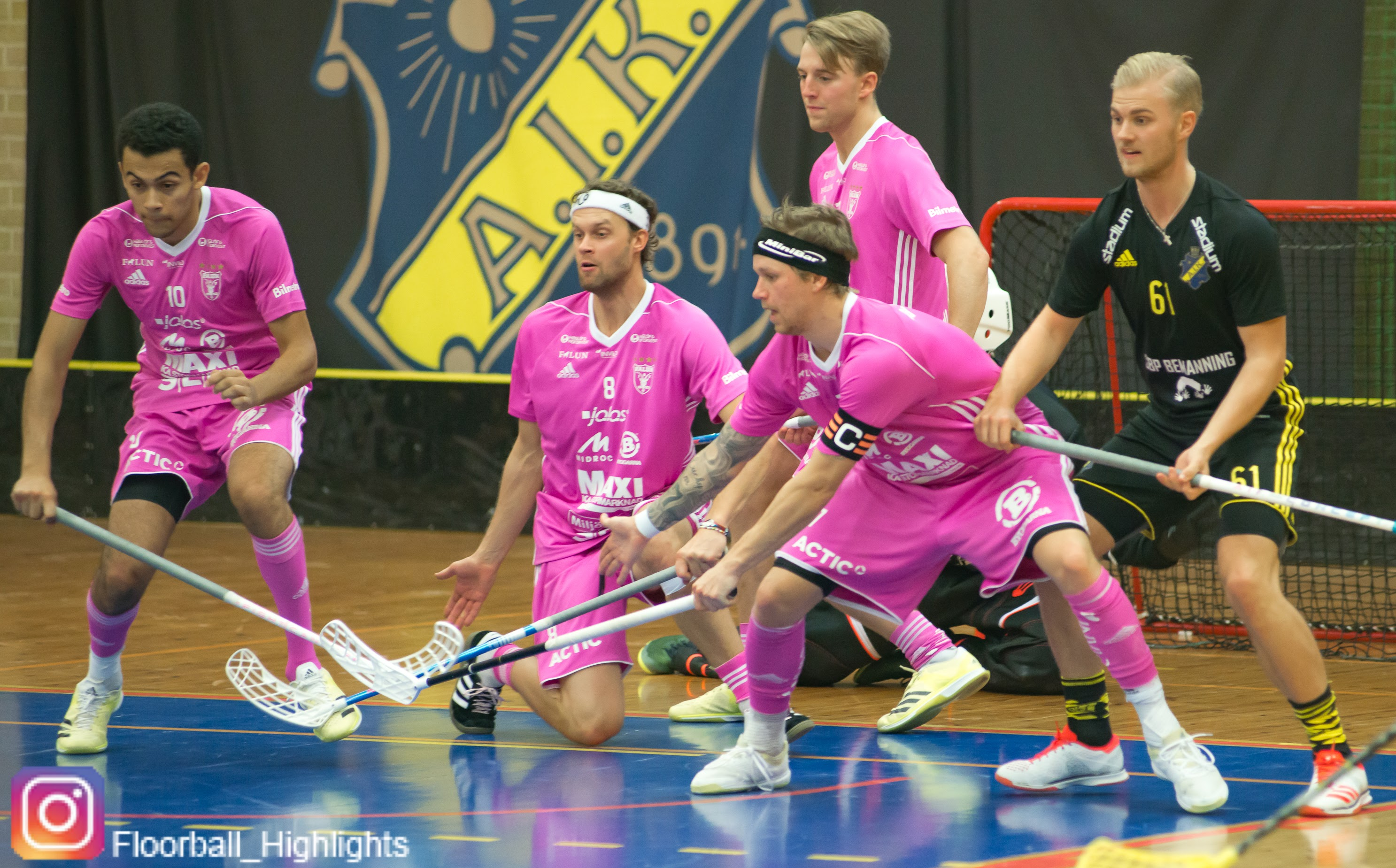

### Herrlaget
Herrlaget vann sin serie i Division II säsongen 1993/1994 och gick upp till Division I Västra 1994/1995, dåvarande en del av den högsta serien (tillsammans med Norra, Södra och Östra). Serierna lades inför säsongen om till de större Elitserien Norra och Elitserien Södra, i vilken IBF Falun ingick i den norra. Dessvärre åkte man ur efter att hamnat på sista plats. 
Därefter ledde ett allt sämre spel till att laget säsongen 1998/1999 hamnade näst sist i Division I Norra, men räddades från nedflyttning på grund av ytterligare ett serieomlägg när de båda elitserierna sammanslogs och bildade den nya Elitserien och divisionerna under ombildades även de. Dessvärre hamnade laget åter näst sist, nu i Division I Västra, och säsongen 1999/2000 avslutades med nedflyttning. Efter att ha spelat tre säsonger i Division II Södra Norrland slutade laget tvåa och gick därmed upp till Division I Västra säsongen 2002/2003, vilken man vann året därpå och gick upp i den högsta serien till säsongen 2004/2005.
Första säsongen i Elitserien slutade i en niondeplats, tio poäng från slutspel efter 6 vinster, 3 oavgjorda, 13 förluster och 22 poäng sammanlagt. Laget hade dock stora problem och var nära att åka ur men slapp undan nedflyttning genom att ta tre vinster i de tre sista omgångarna mot just de lag som hamnade efter IBF Falun när serien var slutspelad. Stor del i detta lyckade arbete hade tränarduon Mika Packalén & Robert Schultz, båda med meriter av SM-guld med Balrog IK säsongen 2003/2004, som kom att börja träna laget efter juluppehållet.
Andra säsongen slutade i en åttondeplats och kvartsfinalspel efter 8 vinster, 5 oavgjorda, 9 förluster och 31 poäng sammanlagt. Väl där åkte laget på en 3–0 förlust i matcher mot Warbergs IC 85, trots att man i den andra matchen ledde med 4–1 inför den sista perioden. Warbergs IC 85 kom ikapp och avgjorde sedan på övertid.
Tredje säsongen slutade i en niondeplats efter 7 vinster, 4 oavgjorda, 11 förluster och 26 poäng sammanlagt, ett resultat sämre än förväntat och därmed också missat slutspel.
2007/2008:s grundserie slutspelades den 9 mars 2008. IBF Falun slutade på en femteplats i tabellen efter 11 vinster, två oavgjorda (två övertidsvinster) och nio förluster.
Flest matcher i Superligan har Johan Rehn han gjorde sin 500:e match 2022
Under 2010-talet har Falun, tillsammans med Storvreta IBK, utvecklats till ett av de ledande lagen inom svensk innebandy. Med stjärnor som Alexander Galante Carlström, Rasmus Enström Emil Johansson och Johan Samuelsson har laget tagit SM-guld 2013, 2014, 2015, 2017, 2020, 2021 och 2022

## Arenan
IBF Falun spelar sina hemmamatcher i Alla På Plan Arena, förlagd inom Lugnets idrotts- och fritidsområde. Hallen byggdes mellan åren 2005–06 och har, efter en utbyggnad 2008, plats för 2400 åskådare. Tidigare rymde arenan 1700 åskådare. Publikrekordet är 2634 personer, och sattes 13 april 2017 mot Storvreta.

## Meriter
Herrlaget har blivit svenska mästare sju gånger: 2013, 2014, 2015, 2017, 2020, 2021 och 2022. Andra meriter är silver 2018, 2019, 2023 och 2025, semifinal 2011, 2012 och 2016, samt tre kvartsfinaler (2006, 2009, 2010). Herrlaget har även vunnit fem Champions Cup åren 2013, 2014, 2015, 2017 samt 2023
År 2023 vann man även svenska cupen
Damlaget har tagit SM-silver fyra gånger (1998, 1999, 2001 och 2009) och SM-brons sex gånger (2002, 2003, 2006 och 2007, 2010, 2023)